# Tanja Stemmler
Tanja Stemmler es una deportista alemana que compitió para la RFA en vela en la clase 470.
Ganó una medalla de oro en el Campeonato Mundial de 470 de 1990 y dos medallas en el Campeonato Europeo de 470, plata en 1994 y bronce en 1990.

## Palmarés internacional
| \| Representando a la RFA \| \| \| \| \| Campeonato Mundial \| \| \| \| \| Año \| Lugar \| Medalla \| Clase \| \| 1990 \| Medemblik (Países Bajos) \| Medalla de oro \| 470 \| \| Campeonato Europeo \| \| \| \| \| Año \| Lugar \| Medalla \| Clase \| \| 1990 \| Marina di Carrara (Italia) \| Medalla de bronce \| 470 \| \| Representando a Alemania \| \| \| \| \| Campeonato Europeo \| \| \| \| \| Año \| Lugar \| Medalla \| Clase \| \| 1994 \| Röbel (Alemania) \| Medalla de plata \| 470 \| |                            |                   |       |
| Representando a la RFA |                            |                   |       |
| Campeonato Mundial |                            |                   |       |
| Año | Lugar                      | Medalla           | Clase |
| 1990 | Medemblik (Países Bajos)   | Medalla de oro    | 470   |
| Campeonato Europeo |                            |                   |       |
| Año | Lugar                      | Medalla           | Clase |
| 1990 | Marina di Carrara (Italia) | Medalla de bronce | 470   |
| Representando a Alemania |                            |                   |       |
| Campeonato Europeo |                            |                   |       |
| Año | Lugar                      | Medalla           | Clase |
| 1994 | Röbel (Alemania)           | Medalla de plata  | 470   |